# 利亞莫卡山
15°05′20.84″S 72°50′13.31″W / 15.0891222°S 72.8370306°W
利亞莫卡山（Llamuqa），是秘魯的山峰，位於該國南部阿雷基帕大區，由拉烏尼翁省的瓦伊納科塔斯區負責管轄，屬於安地斯山脈的一部分，海拔高度4,794米。